# 哥本哈根博物館
哥本哈根博物館（丹麥語：Københavns Bymuseum）是位於丹麥首都哥本哈根韋斯特布羅的一座博物館，成立於1901年。這座博物館是哥本哈根的官方博物館，記錄哥本哈根历史的各个时期。哥本哈根博物館靠近哥本哈根中央車站，在入口處外曾有一座巨大的中世紀時期哥本哈根的模型，但模型在2013年被拆除。2015年10月9日，博物馆暂停开放，将于2017年迁址至哥本哈根市中心。

## 外部連結
- 官方网站

55°40′20″N 12°33′12″E / 55.67234°N 12.553451°E